# لوون توتونچیان
لوون توتونچیان (ارمنی: Լեւոն Թիւթիւնճեան؛ ۱۵ مارس ۱۹۰۶ – ۱ دسامبر ۱۹۶۸) نقاش ارمنی‌تبار اهل فرانسه بود.

## زندگی‌نامه
لوون توتونچیان در سال ۱۹۰۵ در آماسیه، ولایت سباستیا در امپراتوری عثمانی به دنیا آمد. توتونچیان عضو یک خانواده نسبتاً ثروتمند و تحصیل کرده بود. پدر و پدربزرگش آموزگار بودند. وی آرزو داشت برای تحصیل در مدارس عالی و آموزش زبان فرانسه به پاریس نقل مکان کند. شوربختانه خانواده به دلیل یافتن یک شغل آموزگاری برای پدرش اغلب جابجا می‌شد. زمانی که پدرش در حدود سال ۱۹۱۵ در اثر خونریزی مغزی درگذشت به صورت چشمگیری زندگی توتونچیان تغییر کرد. بدون حمایت ابتدایی خانواده فقیر شد و مادر توتونچیان مجبور شد برای تأمین و نگهداری از فرزندانش املاک و اثاث خانواده را بفروشد. در بین سال‌های ۱۹۲۱–۱۹۲۲ مادر توتونچیان پسرش را به همراه سایر یتیمان ارمنی سواری قایقی کرد که از استانبول به مقصد یونان می‌رفت. در آن زمان وی شانزده یا هفده سال سن داشت وی از نظر سنتی بزرگتر از دیگر یتیمان بود با این وجود دوری از مادر برای وی سخت بود. در سال ۱۹۲۳ وی برای مدت کوتاهی در صومعه ارمنی مخیتاریست‌ها در جزیره سنت لازار ونیز ایتالیا بسر برد جایی که علم و نسخه‌های خطی نگارگری ارمنی را فراگرفت. در سال ۱۹۲۴ در سن نوزده سالگی توتونچیان به پاریس رسید و در مدرسه هنرهای زیبای پاریس به تحصیل پرداخت. در سال ۱۹۳۳ با یک زن فرانسوی ازدواج نمود. وی دوستان نزدیکی همچون هنرمند سرشناس یرواند کوچار داشت. در ظرف دو سال از زمان رسیدنش به پاریس وی آثارش را در گشایش گالری سورئالیست به نمایش گذاشت 